# Antonio Janni
Antonio Pietro Janni (ur. 19 września 1904 w Santenie, zm. 29 czerwca 1987 w Turynie) – włoski piłkarz grający na pozycji pomocnika, reprezentant kraju, brązowy medalista igrzysk olimpijskich 1928, trener.

## Kariera piłkarska
Antonio Janni karierę piłkarską rozpoczął w 1918 roku w juniorach FC Torino, z którym w 1920 podpisał profesjonalny kontrakt i występował do 1937 roku. Zdobył z tym klubem mistrzostwo Włoch 1928 oraz Puchar Włoch 1936. W sezonie 1937/1938 reprezentował barwy Varese Calcio, po czym w wieku 33 lat zakończył piłkarską karierę.

## Kariera reprezentacyjna
Antonio Janni w reprezentacji Włoch w latach 1924–1929 rozegrał 23 mecze, w których strzelił 1 gola. Debiut zaliczył 23 listopada 1924 roku w Duisburgu w wygranym 0:1 wyjazdowym meczu towarzyskim z reprezentacją Niemiec, w którym strzelił zwycięską bramkę. Zdobył z drużyną Azzurri brązowy medal igrzysk olimpijskich 1928 oraz Puchar Europy Środkowej 1927–1930. Ostatni mecz w reprezentacji Włoch rozegrał 7 kwietnia 1929 roku w Wiedniu w przegranym 3:0 wyjazdowym meczu z reprezentacją Austrii w ramach Pucharu Europy Środkowej 1927–1930.

## Kariera trenerska
Antonio Janni jeszcze w trakcie kariery piłkarskiej rozpoczął karierę trenerską. W sezonie 1937/1938 trenował FC Torino. Następnie trenował: dwukrotnie Varese Calcio (1938–1940, 1941–1942 – awans do Serie B (1939, 1942)), ponownie FC Torino (1942–1943 – mistrzostwo Włoch 1943, Puchar Włoch 1943), Torino FIAT (1944), Pro Vercelli (1946-1948), Carrarese Calcio (1948–1949), SPAL (1949–1954 – awans do Serie A 1951), Novarę Calcio (1954–1955) oraz FC Ravennę (1958–1960).

## Statystyki

### Reprezentacyjne
| Reprezentacja | Rok     | Mecze | Gole |
| ------------- | ------- | ----- | ---- |
| Włochy        | 1924    | 1     | 1    |
| Włochy        | 1925    | 1     | 0    |
| Włochy        | 1926    | 6     | 0    |
| Włochy        | 1927    | 4     | 0    |
| Włochy        | 1928    | 9     | 0    |
| Włochy        | 1929    | 2     | 0    |
| Łącznie       | Łącznie | 23    | 1    |

| Mecze w reprezentacji | Mecze w reprezentacji | Mecze w reprezentacji | Mecze w reprezentacji | Mecze w reprezentacji | Mecze w reprezentacji | Mecze w reprezentacji             |
| Lp.                   | Data                  | Miasto                | Przeciwnik            | Wynik                 | Gol                   | Rozgrywki                         |
| --------------------- | --------------------- | --------------------- | --------------------- | --------------------- | --------------------- | --------------------------------- |
| 1.                    | 23.11.1924            | Duisburg              | Rzesza Niemiecka      | 1:0                   | Gol                   | Towarzyski                        |
| 2.                    | 08.11.1925            | Budapeszt             | Węgry                 | 1:1                   |                       | Towarzyski                        |
| 3.                    | 17.01.1926            | Turyn                 | Czechosłowacja        | 3:1                   |                       | Towarzyski                        |
| 4.                    | 21.03.1926            | Turyn                 | Irlandia              | 3:0                   |                       | Towarzyski                        |
| 5.                    | 18.04.1926            | Zurych                | Szwajcaria            | 1:1                   |                       | Towarzyski                        |
| 6.                    | 09.05.1926            | Mediolan              | Szwajcaria            | 3:2                   |                       | Towarzyski                        |
| 7.                    | 18.07.1926            | Sztokholm             | Szwecja               | 3:5                   |                       | Towarzyski                        |
| 8.                    | 28.10.1926            | Praga                 | Czechosłowacja        | 3:1                   |                       | Towarzyski                        |
| 9.                    | 30.01.1927            | Genewa                | Szwajcaria            | 5:1                   |                       | Towarzyski                        |
| 10.                   | 20.02.1927            | Mediolan              | Czechosłowacja        | 2:2                   |                       | Towarzyski                        |
| 11.                   | 17.04.1927            | Turyn                 | Portugalia            | 3:1                   |                       | Towarzyski                        |
| 12.                   | 24.04.1927            | Colombes              | Francja               | 3:3                   |                       | Towarzyski                        |
| 13.                   | 15.04.1928            | Porto                 | Portugalia            | 4:1                   |                       | Towarzyski                        |
| 14.                   | 22.04.1928            | Gijón                 | Hiszpania             | 1:1                   |                       | Towarzyski                        |
| 15.                   | 29.05.1928            | Amsterdam             | Francja               | 4:3                   |                       | Igrzyska olimpijskie 1928         |
| 16.                   | 01.06.1928            | Amsterdam             | Hiszpania             | 1:1                   |                       | Igrzyska olimpijskie 1928         |
| 17.                   | 04.06.1928            | Amsterdam             | Hiszpania             | 7:1                   |                       | Igrzyska olimpijskie 1928         |
| 18.                   | 07.06.1928            | Amsterdam             | Urugwaj               | 3:2                   |                       | Igrzyska olimpijskie 1928         |
| 19.                   | 14.10.1928            | Zurych                | Szwajcaria            | 3:2                   |                       | Puchar Europy Środkowej 1927–1930 |
| 20.                   | 11.11.1928            | Rzym                  | Austria               | 2:2                   |                       | Towarzyski                        |
| 21.                   | 02.12.1928            | Mediolan              | Holandia              | 3:2                   |                       | Towarzyski                        |
| 22.                   | 03.03.1929            | Bolonia               | Czechosłowacja        | 4:2                   |                       | Puchar Europy Środkowej 1927–1930 |
| 23.                   | 07.04.1929            | Wiedeń                | Austria               | 0:3                   |                       | Puchar Europy Środkowej 1927–1930 |

## Sukcesy

### Zawodnicze
FC Torino
- Mistrzostwo Włoch: 1928
- Puchar Włoch: 1936

Reprezentacyjne
- Brązowy medal igrzysk olimpijskich: 1928
- Puchar Europy Środkowej: 1927–1930

### Trenerskie
FC Torino
- Mistrzostwo Włoch: 1943
- Puchar Włoch: 1943

SPAL
- Awans do Serie A: 1951

Varese
- Awans do Serie B: 1939, 1942

## Śmierć
Antonio Janni zmarł 29 czerwca 1987 roku w Turynie w wieku 82 lat.